# Volkringhausen
Volkringhausen ist ein Ortsteil von Balve im Märkischen Kreis, Nordrhein-Westfalen. Am 1. Oktober 2022 hatte er 493 Einwohner. Zu Volkringhausen gehören die Weiler Sanssouci und Binolen (bekannt durch die Reckenhöhle).

## Geschichte
Über die Entstehung von Volkringhausen ist wenig bekannt. Eintragungen lassen sich bis in das Jahr 1536 zurückverfolgen. Eintragungen waren auch unter den Bezeichnungen Volckerinckhuißen und Volkeringhausen zu finden.
Am 1. Januar 1975 wurde Volkringhausen durch § 7 Sauerland/Paderborn-Gesetz in die Stadt Balve eingegliedert.

## Vereine
In Volkringhausen gibt es ein reges Vereinsleben. Der mitgliederstärkste Verein ist die Schützenbruderschaft St. Hubertus. Sie wurde im Juli 1920 auf Anregung von Mitgliedern des Männergesangvereines Cäcilia Volkringhausen gegründet. Im September des gleichen Jahres fand das erste Schützenfest in der Gemeinde Volkringhausen statt.
Weitere örtliche Vereine sind unter anderem der Männergesangverein Cäcilia e. V., der Karnevalsclub Volkringhausen-Hönnetal e. V. und der Tischtennisclub Volkringhausen.
Die kfd veranstaltet jährlich die Weiberfastnacht.
Am 27. Januar 1985 wurden in Volkringhausen die Festspiele Balver Höhle gegründet.

## Verkehr

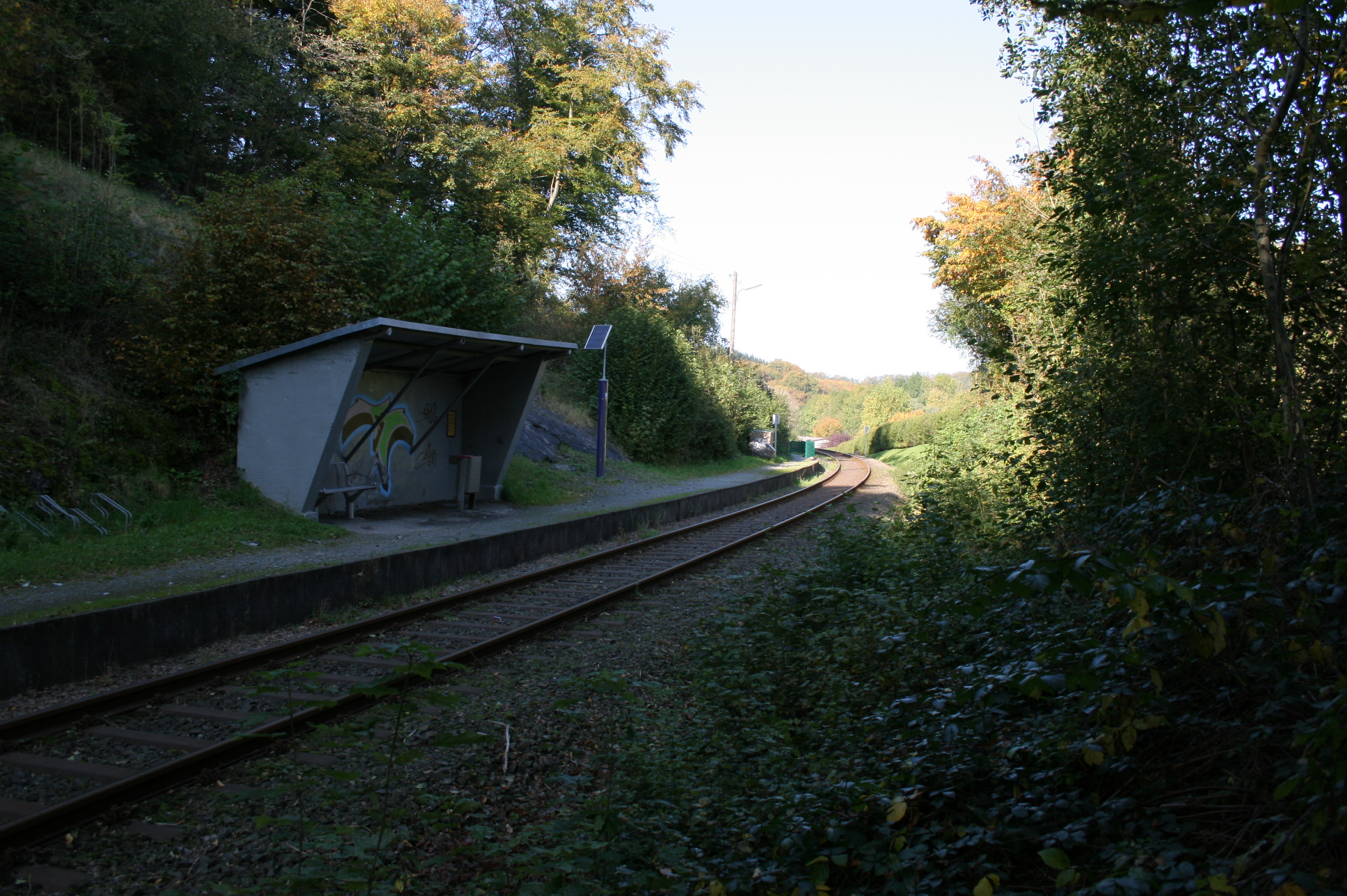
Haltepunkt der Hönnetalbahn

Der Haltepunkt Volkringhausen an der Hönnetalbahn wird werktags stündlich von der Linie RB 54 bedient. Es bestehen Verbindungen nach Fröndenberg und Neuenrade.
| Linie | Verlauf | Takt                                            |
| ----- | --- | ----------------------------------------------- |
| RB 54 | Hönnetal-Bahn Fröndenberg – Bösperde – Menden (Sauerland) – Menden (Sauerland) Süd – Lendringsen – Binolen – Volkringhausen – Sanssouci – Balve – Garbeck – Küntrop – Neuenrade Stand: Fahrplanwechsel Dezember 2023 | 60 min (werktags) 120 min (sonn- und feiertags) |

## Sehenswürdigkeiten und Tourismus

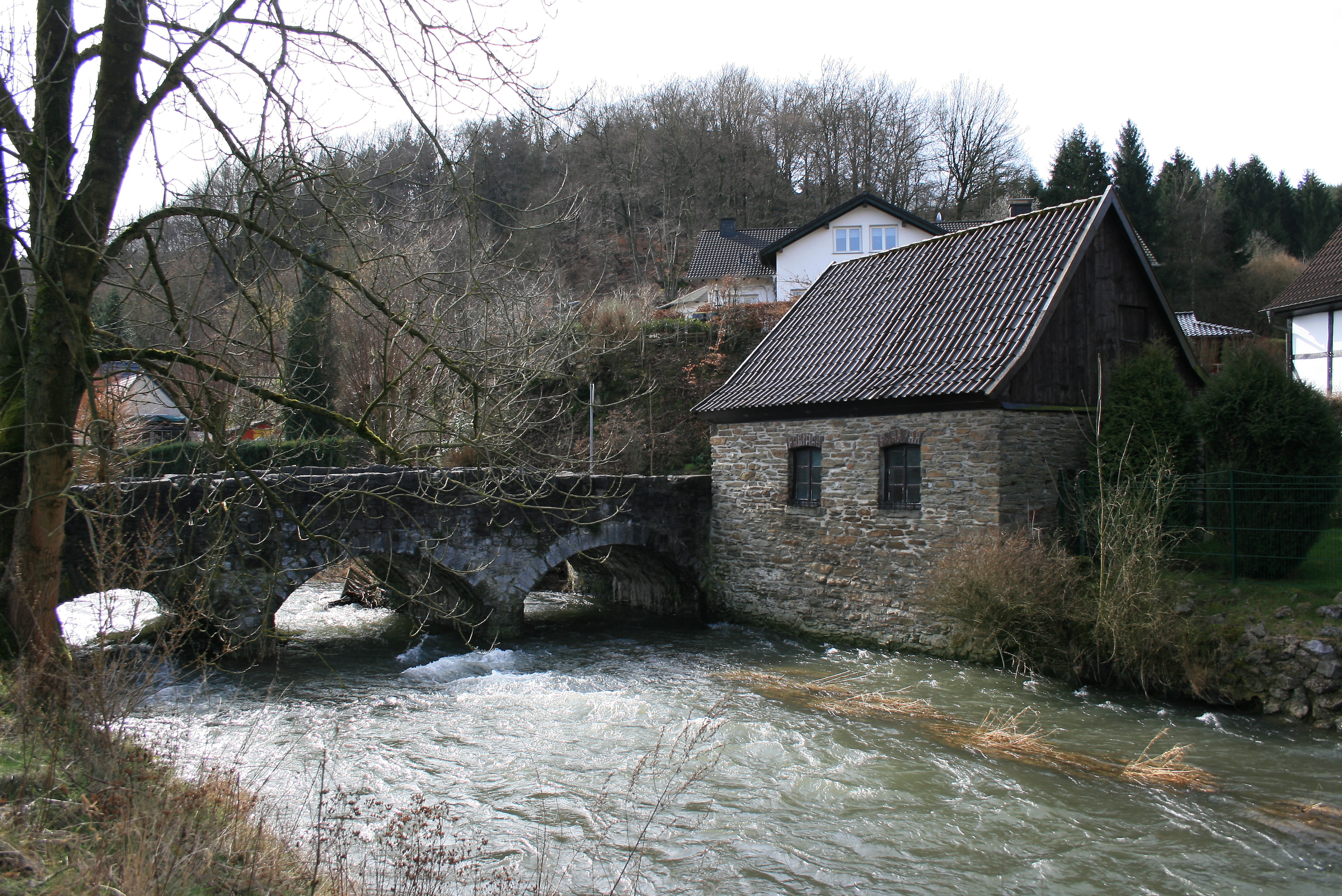
Alte Hönnebrücke und Schmiede

Die alte Brücke über die Hönne und die Schmiede stehen unter Denkmalschutz.

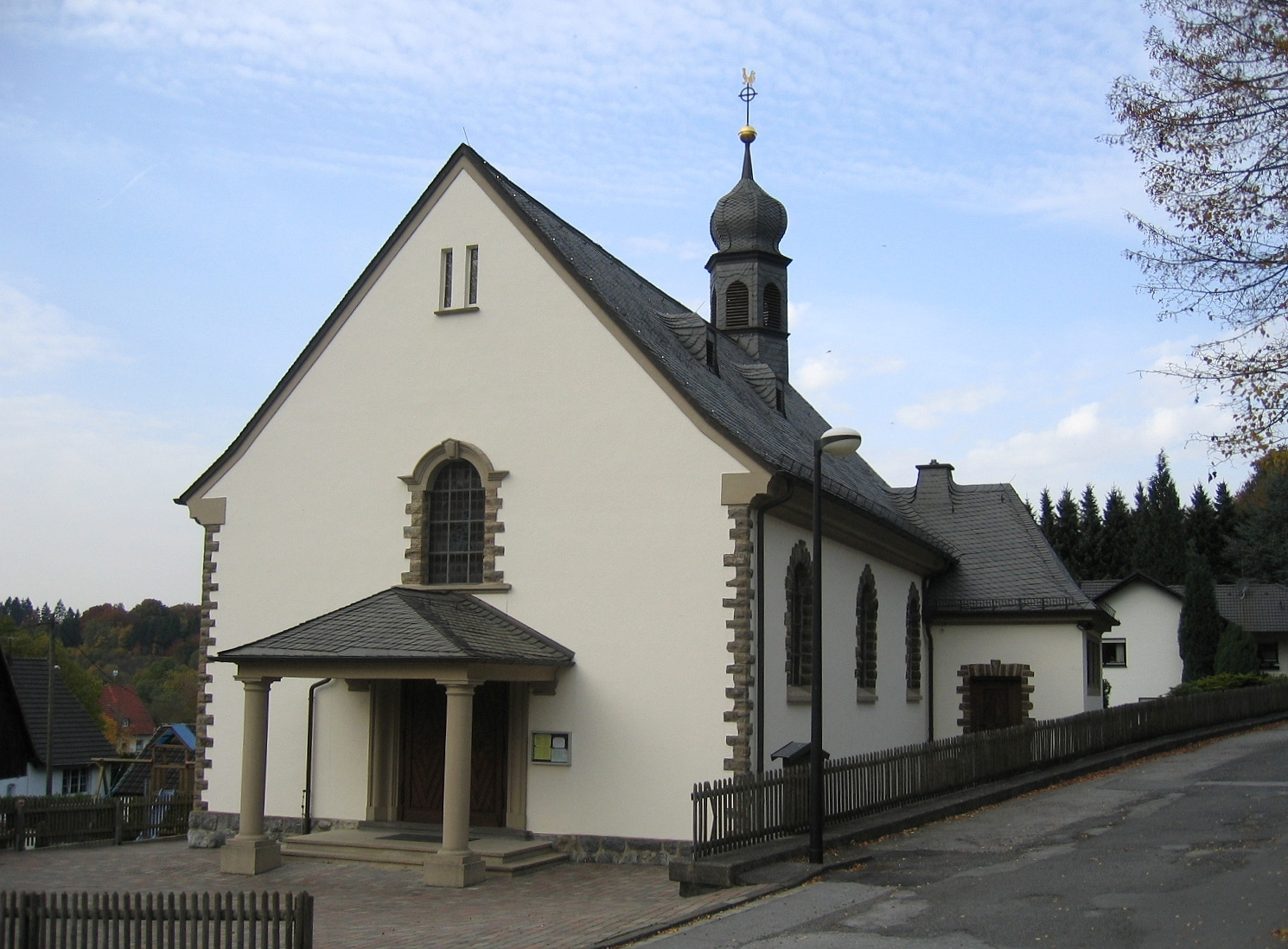
Kapelle St. Michael

In Volkringhausen findet jedes Jahr das Maikranz-Aufhängen und das Adventskranz-Aufhängen statt. Auch die im Jahr 2002 renovierte St.-Michael-Kapelle und der Dorfpark mit Maibaum können besichtigt werden.

## Trivia
Die Sage vom Zwerg und dem Hirtenmädchen spielt in Volkringhausen.

## Persönlichkeiten
- Clemens Schäfer (1919–1989), im Weiler Binolen geborener Ingenieur, Politiker und Landrat des Kreises Warburg
- Harald Polenz (* 1949), Journalist und Autor